# Luis Álvarez Catalá

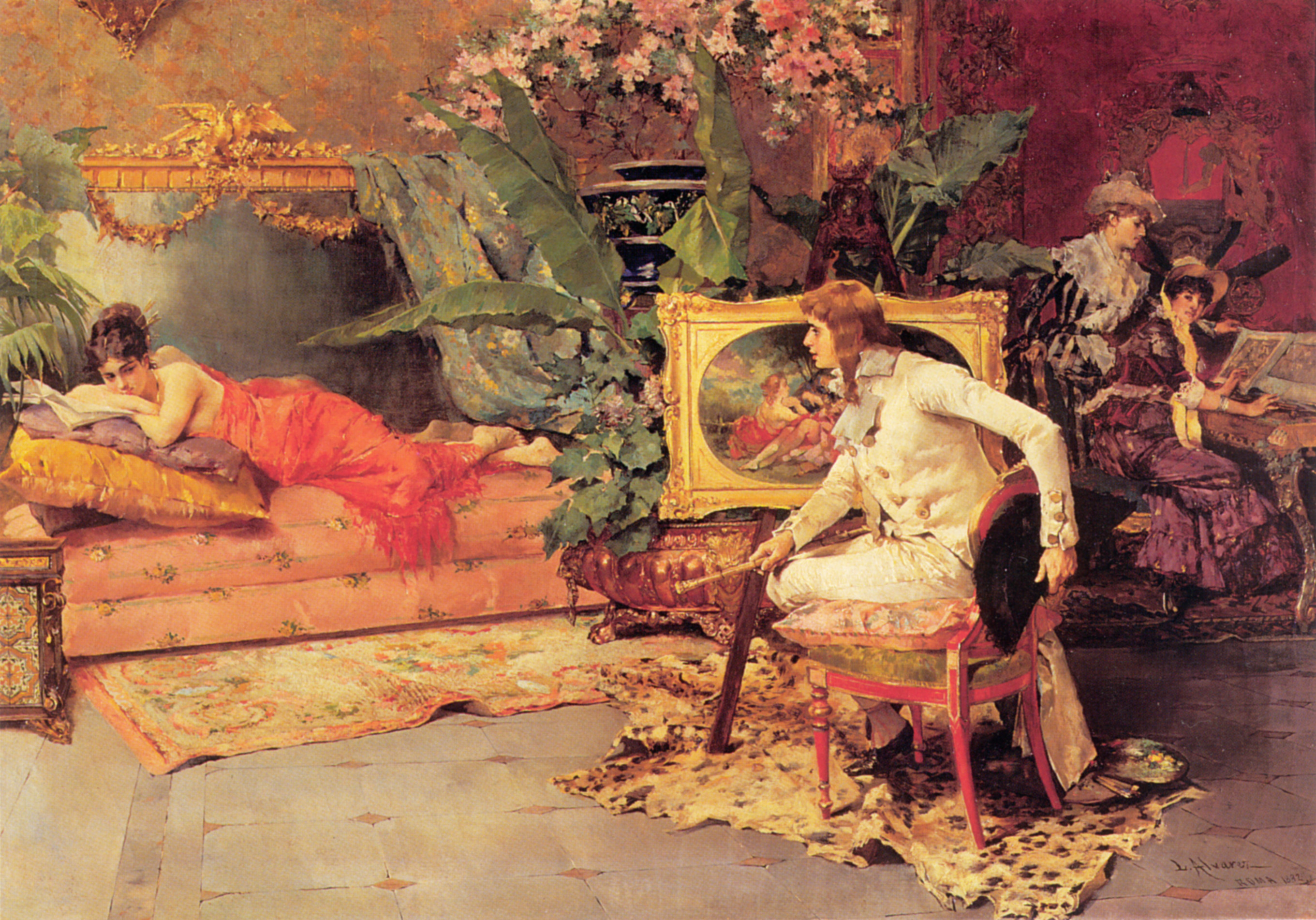
Artysta i modelka, 1882

Luis Álvarez Catalá (ur. 1836 w Madrycie, zm. 4 października 1901 tamże) – hiszpański malarz portrecista, w latach 1898-1901 dyrektor Muzeum Prado w Madrycie.
Malował romantyczne obrazy o tematyce historycznej, jednak największe uznanie zdobył jako portrecista. Wystawiał z powodzeniem w Madrycie, Paryżu i Berlinie, pracował dla królowej Marii Krystyny.